# Dagbehandlingsskole
En dagbehandlingsskole er et specialiseret skoletilbud, der tilbyder specialundervisning såvel som pædagogisk og psykologisk behandling til børn og unge med særlige behov. Der findes både offentlige og private dagbehandlingsskoler. Det er kommunen, som vurderer, om barnet skal i dagbehandling, og forældrene kan ikke selv indskrive barnet.
Fra januar 2024 blev der indført en ny lovgivning, som ændrede betegnelsen fra dagbehandlingsskoler til behandlings- og specialundervisningstilbud. Ændringen af navnet skal understrege det todelte fokus på både behandling og specialundervisning.

## Målgruppe til dagbehandling

### Behandlings- og specialundervisningstilbud
Dagbehandling henvender sig til børn og unge, som oplever komplekse udfordringer, der gør det vanskeligt for dem at trives og lære i det almene skolesystem. Udfordringerne kan være relateret til psykiske, sociale, emotionelle eller kognitive forhold.

### Typiske karakteristika for målgruppen
- Diagnoser som autisme, ADHD og angst.
- Traumer eller sociale udfordringer.
- Behov for intensiv støtte og behandling.

### Hvornår er dagbehandling relevant?
Dagbehandling er ofte relevant for børn og unge, der har:
- Svært ved at indgå i almene og større klassefællesskaber.
- Brug for et tættere samspil mellem undervisning og behandling for at kunne trives og udvikle sig.[1]
- Oplevet længerevarende skolefravær på grund af angst eller andre psykiske udfordringer.

## Ny lovgivning i 2024
Den nye lov, som trådte i kraft pr. 1. januar 2024, har til formål at sikre klarere struktur og kvalitetssikring af de specialiserede tilbud, så både børn, unge og deres familier kan forvente ensartet og målrettet støtte.

### Forandringer med loven
- Tydeligere krav til kvalitet: Tilbuddene skal dokumentere, hvordan både behandling og undervisning integreres i praksis.
- Fokus på overgange: Tilbuddene skal støtte elevernes overgang til det almene skolesystem eller en relevant ungdomsuddannelse.
- Skærpede tilsyn: Kommunerne har fået styrket deres tilsynsansvar for at sikre at kvaliteten opretholdes.

## Hvad er forskellen på specialskole og dagbehandling
Dagbehandlingsskoler adskiller sig fra almindelige specialskoler ved at have et større fokus på behandling som en integreret del af skolens tilbud. Udover specialiseret og differentieret undervisning, får elever i dagbehandlingsskoler også hjælp og støtte til at tackle de underliggende udfordringer, der påvirker deres trivsel og læring.
På dagbehandlingsskoler arbejder flere faggrupper sammen, typisk lærere, pædagoger og psykologer. Det tværfaglige samarbejde er essentielt for at kunne give eleverne den bedst mulige støtte, både fagligt og personligt. Dagbehandling er således en helhedsorienteret indsats, der kombinerer behandling og undervisning.
Kort opsummeret er dagbehandling en mere indgribende og omfangsrig indsats sammenlignet med en specialskole (som hovedsageligt laver specialundervisning).

### Hvordan indskriver man et barn i dagbehandling?
Indskrivning af et barn i et behandlings- og specialundervisningstilbud (tidligere dagbehandlingsskole) sker typisk i samarbejde med barnets kommune og Pædagogisk Psykologisk Rådgivning (PPR). Processen varierer afhængigt af kommunale procedurer, men de generelle trin omfatter følgende:

#### 1. Identifikation af støttebehov
- Forældre eller lærere fra barnets nuværende skole kontakter kommunen, hvis barnet viser tegn på alvorlige udfordringer, der kræver behandling eller specialundervisning.
- Barnets situation og støttebehov vurderes typisk både af PPR og Socialforvaltningen, som i samarbejde drøfter støttebehov, indsatser og muligheder ift. barnet og familien.

#### 2. Anbefaling fra PPR og Socialforvaltning
- PPR og Socialforvaltning anbefaler en passende indsats, som kan være et behandlings- og specialundervisningstilbud (tidligere dagbehandlingsskole).

#### 3. Godkendelse fra kommunen
- Mange kommuner har et visitationsudvalg med deltagelse fra PPR og Socialforvaltning, hvor der i fællesskab træffes beslutning vedr. indsatser/skoletilbud. De kan enten pege direkte på ét tilbud eller sende forespørgsler til målgruppevurdering hos flere tilbud.
- Kommunen (PPR eller socialrådgiver) kontakter skoletilbud og fremsender relevante akter til vurdering om match. Sagen drøftes mellem tilbud og kommune før forældre kontaktes.
- Forældrene bliver informeret om beslutningen og præsenteret for mulige tilbud.

#### 4. Indskrivning i et specifikt tilbud
- Når kommunen har godkendt en plads, kontakter den pågældende dagbehandlingsskole familien for at drøfte barnets behov og planlægge overgangen.
- Jf. lovgivningen indgås der en formel kvalitetsaftale mellem kommunen og behandlings- og specialundervisningstilbuddet.[3]
- En individuel handleplan udarbejdes, der beskriver mål for både undervisning og behandling.

#### 5. Opstart og opfølgning
- Barnet starter i tilbuddet, ofte med en indkøringsperiode, hvor man sikrer, at barnet får en tryg og stabil start.
- Tilbuddet samarbejder løbende med forældre, kommunen og eventuelt andre fagpersoner for at sikre, at indsatsen matcher barnets behov.

## Eksempler på behandlings- og specialundervisningstilbud i Danmark
- Skolen Sputnik
- Isbryderen
- Skolen ved Sorte Hest
- Pilelygaard
- Basen
- Behandlingsskolerne
- ViKaSku
- Idrætsakademiet
- Den Musiske Helhedsskole
- Grennesminde
- Biavleren
- Bråby Heldagsskole
- MIR/Askovfonden